# Kristi Anseth
Kristi S. Anseth (geb. 1968) ist eine US-amerikanische Chemieingenieurin und Hochschullehrerin. Sie ist Distinguished Professor an der University of Colorado Boulder und gilt als Vorreiterin auf dem Gebiet der biomaterialbasierten regenerativen Medizin. Ihre Forschung verbindet Chemie, Biologie und Ingenieurwesen zur Entwicklung innovativer Biomaterialien für medizinische Anwendungen, wofür sie wiederholt international ausgezeichnet wurde.

## Leben
Anseth wuchs in North Dakota auf, wo ihre Familie skandinavische Wurzeln hatte. Inspiriert von einer Sonnenfinsternis in ihrer Kindheit, entwickelte sie früh ein Interesse an den Naturwissenschaften. Nach ihrem Bachelorabschluss an der Purdue University im Jahr 1992 promovierte sie 1994 an der University of Colorado in Chemieingenieurwesen. Sie wirkte als Postdoktorandin am Massachusetts Institute of Technology und an der Purdue University. 1996 wurde sie Assistenzprofessorin an der University of Colorado, wo sie 2002 zur Professorin und 2008 zur Distinguished Professorin aufstieg.

## Wirken
Anseth gilt als Wegbereiterin der regenerativen Medizin und der Biomaterialforschung. Ihre wissenschaftliche Arbeit befasst sich mit der Entwicklung hydrogelener Biomaterialien, die zur Förderung der Heilung und Regeneration mit lebenden Geweben wechselwirken. Ihre Forschungen ermöglichen unter anderem die schnelle Heilung von Knorpeln und Knochen sowie verbesserte Behandlungsmethoden bei Herzerkrankungen.
Anseth entwickelte zur Herstellung injizierbarer und biologisch abbaubarer Materialien zur Regeneration von Knorpel erstmals im Jahr 2003 lichtaktivierte Chemieverfahren. Ihre Gruppe nutzt heute innovative Verfahren wie Photopolymerisation, welche hydrogelenen Biomaterialien spezielle Eigenschaften verleihen, welche die Zellregeneration beschleunigen oder gezielt Medikamente freisetzen. Diese Materialien sind biokompatibel und passen sich flexibel an das körpereigene Gewebe an.
Zudem forscht Anseth zum besseren Verständnis komplexer Krankheiten und zur Entwicklung neuer Therapien an Miniaturorganmodellen (Organoiden). Ein bedeutender Forschungsansatz ist die Nutzung von Biomaterialien zur gezielten Abgabe von Wachstumsfaktoren und anderen bioaktiven Molekülen, die eine gezielte Heilung und Regeneration von Knochen-, Muskel- und Knorpelgewebe ermöglichen.
Sie gründete zur Überführung ihrer Forschungsergebnisse in praktische medizinische Anwendungen das Unternehmen Mosaic Biosciences. Als Mentorin fördert sie Nachwuchswissenschaftlerinnen und setzt sich für die Stärkung der Sichtbarkeit und Anerkennung von Frauen in der Wissenschaft ein.
Anseth erhielt für ihre Arbeit zahlreiche Auszeichnungen, darunter den VinFuture Special Prize for Women Innovators (2024) und den L’Oréal-UNESCO-Preis (2020). Sie ist Mitglied aller drei nationalen US-Akademien: der National Academy of Engineering, der National Academy of Medicine und der National Academy of Sciences.

## Publikationen (Auswahl)
- mit Shengchang Tang, Benjamin M. Richardson: Dynamic covalent hydrogels as biomaterials to mimic the viscoelasticity of soft tissues. In: Progress in Materials Science. Band 120, 1. Juli 2021, ISSN 0079-6425, S. 100738, doi:10.1016/j.pmatsci.2020.100738.
- mit Chun Yang, Mark W. Tibbitt, Lena Basta: Mechanical memory and dosing influence stem cell fate. In: Nature Materials. Band 13, Nr. 6, Juni 2014, ISSN 1476-4660, S. 645–652, doi:10.1038/nmat3889, PMC 4031270 (freier Volltext).
- mit Mark W. Tibbitt: Hydrogels as extracellular matrix mimics for 3D cell culture. In: Biotechnology and Bioengineering. Band 103, Nr. 4, 2009, ISSN 1097-0290, S. 655–663, doi:10.1002/bit.22361, PMC 2997742 (freier Volltext).
- mit Jason A. Burdick: Photoencapsulation of osteoblasts in injectable RGD-modified PEG hydrogels for bone tissue engineering. In: Biomaterials (= Injectable Polymeric Biomaterials). Band 23, Nr. 22, 1. November 2002, ISSN 0142-9612, S. 4315–4323, doi:10.1016/S0142-9612(02)00176-X.
- mit Christopher N. Bowman, Lisa Brannon-Peppas: Mechanical properties of hydrogels and their experimental determination. In: Biomaterials. Band 17, Nr. 17, 1. Januar 1996, ISSN 0142-9612, S. 1647–1657, doi:10.1016/0142-9612(96)87644-7.